# ترایکم

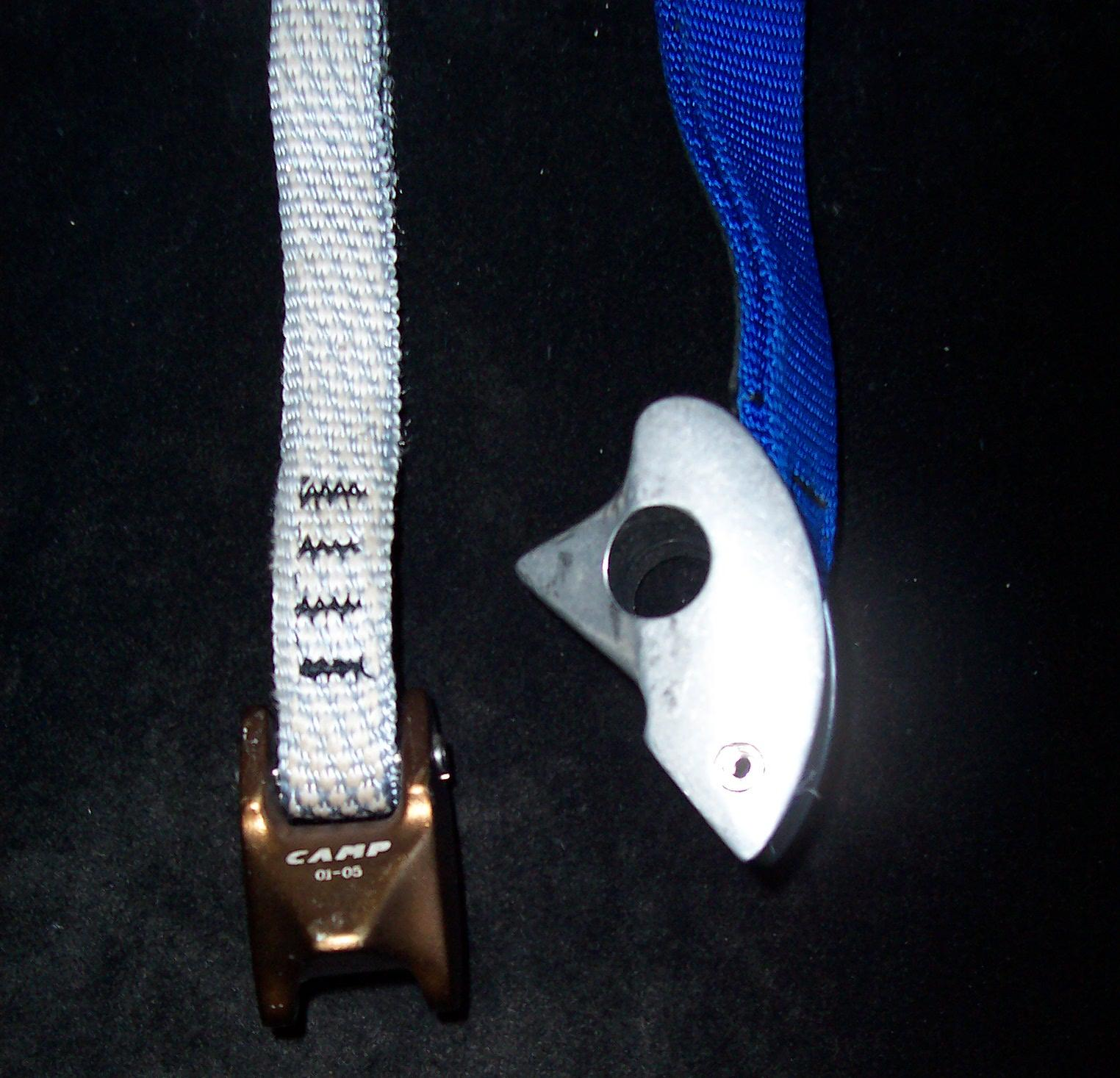
دو عدد ترایکم. سمت راست سایز ۲ و سمت چپ سایز ۱٫۵

ترایکم یکی از ابزارهای میانی در سنگنوردی است. ترایکم در سال ۱۹۷۳ توسط گرگ لوه اختراع شد و در سال ۱۹۸۱ وارد بازار شد. این ابزار در حال حاضر توسط شرکت کمپ ساخته می‌شود.

## طراحی

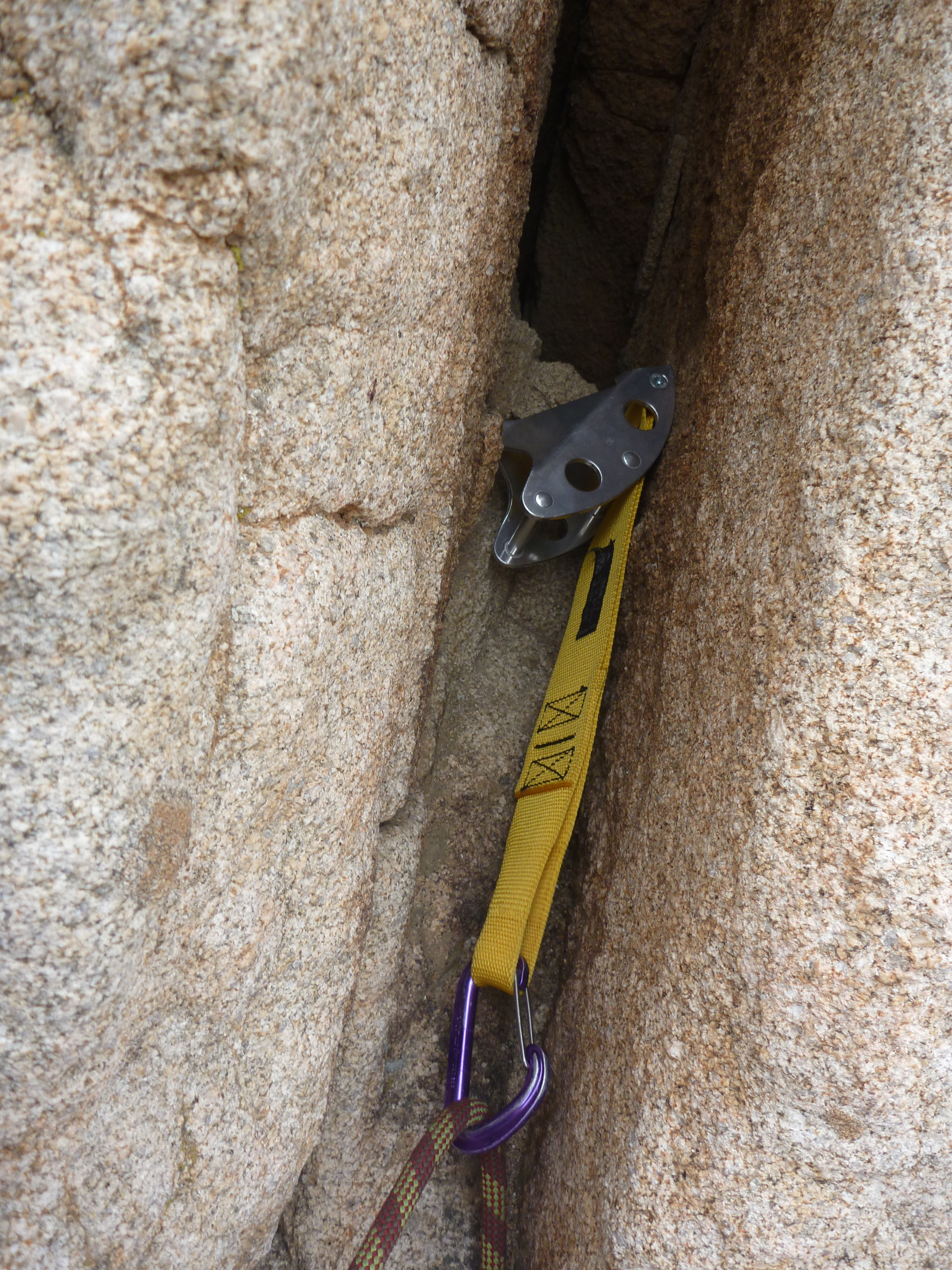
یک ترایکم سایز ۷ که در یک شکاف عریض قرار داده شده.

ترایکم یک ابزار غیرفعال است که متشکل از یک قطعه از آلیاژ آلومینیم است که شکل خاصی دارد و به یک نوار متصل است. این وسیله در شکاف سنگ‌ها قرار داده می‌شود و کشش باعث می‌شود تا قسمت بیرونی ابزار به سنگ فشار بیاورد و محکم‌تر داخل شکاف بنشیند.

## مزایا
ترایکم یک ابزار با نصب و برداشتن آسان نیست اما ارزان و سبک است. بعضی شکاف‌های کوچک و کم عمق را نیز می‌توان با ترایکم ابزارگذاری کرد.

## معایب
رسیدن به مهارت نصب ترایکم نیاز به تمرین دارد. باید هنگام کشیدن طناب از بالا دقت کرد تا باعث خارج شدن ترایکم از شکاف نشود. معمولاً برای جلوگیری از این مشکل از یک اسلینگ بلند برای اتصال طناب به ترایکم استفاده می‌شود. ترایکم در اثر سقوط شدید ممکن است در جای خود محکم شود و خارج کردن آن بسیار سخت یا غیرممکن باشد.

## مشخصات
ترایکم‌ها در سایزهای مختلفی در دسترس است که باعث می‌شود برای شکاف‌های با عرض ۱۰ تا ۱۴۰ میلیمتر قابل استفاده باشد. این ابزار برای شکاف‌های افقی بسیار کاربردی است. سایزهای خیلی کوچک این ابزار در محل به جای مانده از میخ‌های قدیمی قابل استفاده است.